# Dulwich Hamlet F.C.
Câu lạc bộ bóng đá Dulwich Hamlet là một câu lạc bộ bóng đá ở nam Luân Đôn, Anh. Đội hiện là thành viên của Isthmian League Premier Division, cấp độ thứ 7 của bóng đá Anh, và thi đấu tại Champion Hill.

## Lịch sử
Câu lạc bộ được thành lập vào năm 1893, bởi Lorraine 'Pa' Wilson. Đội là thành viên sáng lập của Dulwich League năm 1899, và là nhà vô địch đầu tiên. Câu lạc bộ tiếp tục giữ được danh hiệu vào mùa giải tiếp theo.
Năm 1907, đội bóng tham gia cả Isthmian League và Spartan League, rời giải thứ hai vào cuối mùa giải 1907-08. Mùa giải 1919-20 câu lạc bộ đã giành được chức vô địch Isthmian League đầu tiên, vô địch giải đấu về số bàn thắng trung bình trước Nunhead. Đội cũng vô địch FA Amateur Cup, khi đánh bại Tufnell Park 1-0 trong trận chung kết tại the Den.
Câu lạc bộ đã vô địch giải đấu một lần nữa vào mùa giải 1925-26,và FA Amateur Cup lần thứ hai vào mùa giải 1931-32 giành chiến thắng 7-1 trước Marine trong trận chung kết. Mùa giải tiếp theo, câu lạc bộ đã giành chức vô địch giải đấu thứ ba. Mùa giải 1933-34, họ giành Cúp FA nghiệp dư thứ ba, đánh bại Leyton 2-1 trong trận chung kết. Hai câu lạc bộ gặp lại nhau trong trận chung kết 1936-37, với chiến thắng 2-0 của Dulwich.
Mùa giải 1948-49 câu lạc bộ đã giành chức vô địch Isthmian League lần thứ tư. Mùa giải 1976-77  chứng kiến câu lạc bộ xếp cuối Division One, dẫn đến việc phải xuống hạng ở Division Two, được đổi tên thành Division One vào mùa giải tiếp theo, và Division One trở thành Premier Division. Câu lạc bộ tiếp tục giành được chức vô địch Division One vào 1977-78 và được thăng hạng trở lại Premier Division. Đội đứng cuối Premier Division trong mùa giải 1989-90, và bị xuống hạng đến Division One. Câu lạc bộ đã được thăng hạng trở lại Premier Division vào cuối mùa giải 1991-92 sau khi đứng thứ ba ở Division One. Mùa giải 1998-99 lần đầu tiên đội lọt vào Vòng Một Cúp FA kể từ năm 1948, thua Southport 1-0.
Sau khi xếp cuối Premier Division mùa giải 2000-01, câu lạc bộ đã xuống hạng trở lại Division One. Sau khi đứng thứ bảy trong mùa giải 2003-04, câu lạc bộ đã đấu play-off với Wealdstone để giành một suất trong Premier Division sau khi tái cơ cấu giải đấu nhưng để thua 5-4 trên chấm phạt đền sau trận hòa 2-2. Mùa giải 2010-11 Dulwich đứng thứ 5 và lọt vào vòng play-off thăng hạng, đánh bại Bognor Regis Town 3-1 ở bán kết trước khi thua Leatherhead trong trận chung kết. Mùa giải tiếp theo, câu lạc bộ đứng thứ ba, một lần nữa đủ điều kiện tham dự trận play-off thăng hạng. Sau khi đánh bại Folkestone Invicta 2-1 ở bán kết, đội đã thua 1-0 trong trận chung kết trước Bognor Regis. Đội trở lại Premier Division sau khi giành chức vô địch Division One South vào vòng đấu cuối cùng của mùa giải 2012-13 với trận hòa 1-1 trước Burgess Hill Town.
Mùa giải 2014-15 Dulwich đứng thứ 4 tại Premier Division, đủ điều kiện tham dự vòng play-off. Tuy nhiên, đội để thua 2-1 trước Margate ở bán kết. Mùa giải tiếp theo câu lạc bộ đứng thứ 5 và lọt vào trận chung kết play-off sau khi thắng Bognor Regis Town 1-0 ở trận bán kết, và thất bại 3-1 trước East Thurrock United. Mùa giải 2016-17 Dulwich đứng thứ ba ở Premier Division, đủ điều kiện tham dự vòng play-off mùa thứ ba liên tiếp. Sau khi đánh bại Enfield Town 4-2 ở bán kết, đội đã để thua 2-1 trước Bognor Regis Town trong trận chung kết. Mùa giải tiếp theo, câu lạc bộ kết thúc với vị trí á quân tại Premier Division. Trong trận play-off tiếp theo, đội đánh bại Leiston 1-0 trong trận bán kết, trước khi đánh bại Hendon 4-3 trên chấm luân lưu sau khi hòa 1-1 trong trận chung kết để giành quyền thăng hạng lên National League South..
Mùa giải 2019-20 chứng kiến Dulwich lọt vào Vòng Một của Cúp FA, và nhận thất bại 4-1 trên sân nhà trước Carlisle United.

## Sân vận động

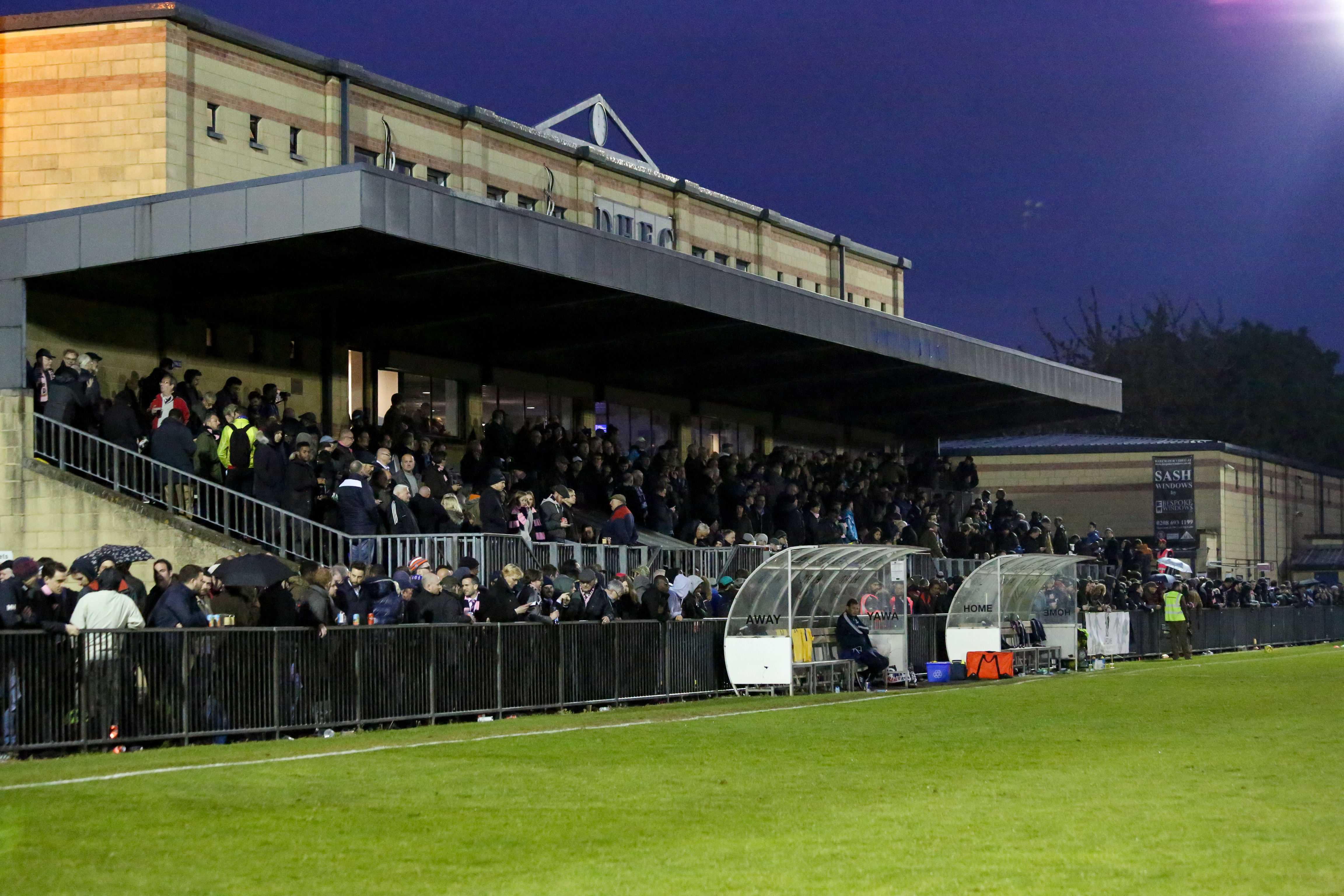
Khán đài chính của Champion Hill, và khán đài đôi vào tháng 4 năm 2017.

Câu lạc bộ chơi tại Woodwarde Road cho đến năm 1895, khi đội chuyển đến College Farm. Năm sau, họ chuyển đến Sunray Avenue, ở lại cho đến năm 1902. Từ năm 1902 đến năm 1912, đội chơi tại Freeman's Ground trên Champion Hill, trước khi chuyển đến một khu đất liền kề, nơi họ chơi cho đến khi khai trương sân vận động Champion Hill vào năm 1931. Sân vận động được sử dụng cho các trận đấu quốc tế nghiệp dư, bao gồm Thế vận hội Mùa hè 1948.
Vào năm 1991, sân vận động đã bị phá bỏ, vì nó quá cạn kiệt và nguy hiểm để đáp ứng các tiêu chuẩn an toàn hiện đại, do các quy định mới được đưa ra sau thảm họa Hillsborough. Trong mùa giải 1991-92 câu lạc bộ chơi trên sân Sandy Lane của Tooting & Mitcham United, trong khi một sân vận động mới, nhỏ hơn được xây dựng trên cùng một địa điểm, mở đầu cho mùa giải 1992-93. Sân vận động mới được tài trợ bởi việc bán cho Sainsbury's mảnh đất từng là sân tập của câu lạc bộ, nằm ngay phía sau sân thượng lớn có mái che ở phía bắc của Champion Hill 'cũ', của King's College London. Mặt sân mới vẫn thuộc quyền sở hữu của King, với việc câu lạc bộ đã từ bỏ hợp đồng thuê mặt bằng cũ để đổi lấy mặt bằng mới được xây dựng.
Vào tháng 9 năm 2013, sân bóng này đã trở thành sân bóng đầu tiên ở Greater London được liệt kê là Tài sản có giá trị cộng đồng, nhưng điều này đã bị Hội đồng Southwark rút lại không lâu sau đó do tính kỹ thuật hợp pháp. Vào tháng 2 năm 2014, Champion Hill đã được mua lại với giá 5,7 triệu bảng Anh bởi Meadow Residential. Vào tháng 3 năm 2018, công ty đã buộc câu lạc bộ rời khỏi sân, dẫn đến việc chia sẻ sân tạm thời với các đối thủ Tooting & Mitcham, tại sân vận động Imperial Fields, kéo dài cho đến khi Dulwich trở lại Champion Hill vào tháng 12 năm 2018.

## Cầu thủ

### Đội hình hiện tại
Tính đến ngày 31 tháng 8 năm 2020
Ghi chú: Quốc kỳ chỉ đội tuyển quốc gia được xác định rõ trong điều lệ tư cách FIFA. Các cầu thủ có thể giữ hơn một quốc tịch ngoài FIFA.
| VT | Quốc gia         | Cầu thủ        |
| -- | ---------------- | -------------- |
| HV | Anh              | Aaron Barnes   |
| HV | Anh              | Jesse Debrah   |
| HV | Angola           | David Kuagica  |
| HV | Anh              | Quade Taylor   |
| TV | Anh              | Jordan Higgs   |
| TV | Cộng hòa Ireland | Michael Timlin |
| TĐ | Anh              | Danny Mills    |

### Cho mượn
Ghi chú: Quốc kỳ chỉ đội tuyển quốc gia được xác định rõ trong điều lệ tư cách FIFA. Các cầu thủ có thể giữ hơn một quốc tịch ngoài FIFA.
| Số | VT  | Quốc gia                                       | Cầu thủ |
| -- | --- | ---------------------------------------------- | ------- |
| TV | Anh | Lewis White (cho mượn đến Carshalton Athletic) |         |

### Cựu cầu thủ nổi bật
Trong những năm 1920, câu lạc bộ có hai cầu thủ khoác áo đội tuyển Anh. Bert Coleman được thi đấu quốc tế khi chơi cho Dulwich năm 1921, trong khi Edgar Kail đã giành được ba lần khoác áo thi đấu trước Pháp, Bỉ và Tây Ban Nha năm 1929. Kail là cầu thủ nghiệp dư cuối cùng chơi cho đội tuyển Anh trong khi chỉ với một câu lạc bộ nghiệp dư, và xa lánh nhiều câu lạc bộ chuyên nghiệp để ở lại với Dulwich Hamlet, đội bóng địa phương của ông, nơi mà ông đã ghi hơn 400 bàn thắng, và vẫn là chủ đề trong các bài hát sân thượng của người hâm mộ câu lạc bộ.

## Nhân viên
Tính đến tháng 8 năm 2020
| Vị trí                       | Tên                         |
| ---------------------------- | --------------------------- |
| Người quản lý đội một        | Gavin Rose                  |
| Trợ lý huấn luyện viên       | Junior Kadi                 |
| Huấn luyện viên đội một      | Tamba Ngongou, Junior James |
| Chuyên gia trị liệu thể thao | Bukola Woodburne-Dyer       |
| Quản lý Học viện             | Gavin Rose, Junior Kadi     |

### Lịch sử quản lý
Từ năm 1966 trở đi:
| Năm       | Huấn luyện viên         |
| --------- | ----------------------- |
| 1966-1967 | Frank Reed              |
| 1967-1971 | Peter Gleeson           |
| 1971-1972 | Fred Setter             |
| 1972-1976 | Jimmy Rose              |
| 1976-1977 | George Rocknean         |
| 1977      | Jimmy Langley           |
| 1977-1981 | Alan Smith              |
| 1981-1984 | Eddie Presland          |
| 1984-1986 | Billy Smith             |
| 1986      | Allen Batsford          |
| 1986-1987 | Micky Leach             |
| 1987      | Ray Thorn               |
| 1987      | Billy Edwards           |
| 1987-1989 | Eddie Presland          |
| 1989-1990 | John Langford           |
| 1990-1991 | Joe Fascione            |
| 1991-1994 | Jim Cannon              |
| 1994-1997 | Frank Murphy            |
| 1997      | John Ryan & Mick Browne |
| 1997-2000 | Dave Garland            |
| 2000-2001 | Les Cleevely            |
| 2001      | Gwynne Berry            |
| 2001-2006 | Martin Eede             |
| 2006-2007 | Wayne Burnett           |
| 2007-2009 | Craig Edwards           |
| 2009-     | Gavin Rose              |

## Cổ động viên
Dulwich Hamlet có số khán giả tham dự cao nhất tại Isthmian League trong mùa giải 2015-16, với số người tham dự trung bình là 1.343, cao hơn gấp đôi so với tỷ lệ cao nhất tiếp theo tại Hampton & Richmond Borough. Câu lạc bộ đã nổi tiếng về yếu tố hoạt động ủng hộ họ, với những người hâm mộ đứng sau cầu môn có biệt danh "The Rabble". Trong những mùa giải gần đây, Ủy ban Câu lạc bộ Bóng đá, Ủy ban Hỗ trợ và người hâm mộ đã ủng hộ các sáng kiến chống phân biệt đối xử và chống kỳ thị người đồng tính, cùng với nhiều sáng kiến khác trong cộng đồng.
Những nỗ lực của câu lạc bộ và tất cả các tình nguyện viên để đảm bảo câu lạc bộ kết nối với tất cả các thành phần của cộng đồng địa phương đã được ghi nhận vào năm 2016, khi đội được trao giải Câu lạc bộ cộng đồng của Quỹ bóng đá của năm tại Giải thưởng Trận đấu Quốc gia ở Luân Đôn.

### Tình hữu nghị với Altona 1893 và các liên kết châu Âu khác
Những người hâm mộ Hamlet đã phát triển một tình hữu nghị với những người ủng hộ câu lạc bộ Đức Altona 1893, vì hai câu lạc bộ được thành lập vào cùng năm, bắt đầu như một tình bạn bắt đầu bởi đội cổ động viên Dulwich Hamlet. Để công nhận mối quan hệ, câu lạc bộ đã sử dụng trang phục sân nhà của Altona 1893 làm trang phục sân khách cho mùa giải 2014-15. Ngày 12 tháng 7 năm 2015, Altona 1893 và một nhóm đông đảo người hâm mộ đã lên đường đến Nam Luân Đôn để thi đấu giao hữu giữa hai bên. Altona 1893 đã giành chiến thắng 5-3 trong ngày hôm đó. Vào tháng 7 năm 2015, Altona 1893 ra mắt mẫu áo đấu sân khách mới của đội với hai màu hồng và xanh, có biểu tượng tình hữu nghị trên tay áo. Dulwich Hamlet trở lại Hamburg vào tháng 7 năm 2018 để thi đấu với Altona 93 nhằm kỷ niệm 125 năm ngày thành lập của cả hai câu lạc bộ.

## Danh hiệu
- FA Amateur Cup
  - Vô địch 1919-20, 1931-32, 1933-34, 1936-37
- Isthmian League
  - Vô địch 1919-20, 1925-26, 1932-33, 1948-49
  - Vô địch Division One 1977-78
  - Vô địch Division One South 2012-13
- Dulwich League
  - Vô địch 1899-1900, 1900-01
- London Senior Cup[27]
  - Vô địch 1924-25, 1938-39, 1949-50, 1983-84, 2003-04
- Surrey Senior Cup[28]
  - Vô địch 1904-05, 1905-06, 1908-09, 1909-10, 1919-20, 1922-23, 1924-25, 1927-28, 1933-34, 1936-37, 1946-47, 1949-50, 1957-58, 1958-59, 1973-74, 1974-75 (kỉ lục 16 lần)
- London Challenge Cup
  - Vô địch 1998-99
- London Junior Cup[27]
  - Vô địch 1899-00

## Kỉ lục
- Cầu thủ có số lần ra sân nhiều nhất: Reg Merritt, 576 (1950-1966)[1]
- Cầu thủ có số lần ra sân ở đội một nhiều nhất: Chris Lewington, 290 (1977-1982)
- Cầu thủ ghi nhiều bàn thắng nhất: Edgar Kail, 427 (1919-1933)[1]
- Cầu thủ ghi nhiều bàn thắng trong một mùa giải nhất: Edgar Kail, 53 (1925-26)[29]
- Trận thắng đậm nhất giải quốc nội: 10-1 với West Norwood, 1920-21, 9-0 với Worthing, 1990-91[cần dẫn nguồn]
- Trận thắng đậm nhất giải cúp: 13-0 với Walton-on-Thames, Surrey Senior Cup, 1936-37[cần dẫn nguồn]
- Trận thua đậm nhất giải quốc nội: 0-9 với Walthamstow Avenue, Isthmian League, 1945-46; 1-10 với Hendon, Isthmian League, 1963-64[cần dẫn nguồn]
- Trận thua đậm nhất giải cúp: 0-9 với Hornchurch, Vòng loại thứ ba Cúp FA, 2004-05[cần dẫn nguồn]
- Kỉ lục số khán giả (Champion Hill cũ): 20,744, Kingstonian v Stockton, Chung kết FA Amateur Cup (1932-33)[30]
- Kỉ lục số khán giả (Champion Hill mới): 3,336 với Carlisle United, FA Cup first round, 8 tháng 11 năm 2019[31]